# Cantonul Valdoie
Cantonul Valdoie este un canton din arondismentul Belfort, departamentul Territoire de Belfort (90), regiunea Franche-Comté, Franța.

## Comune
- Cravanche
- Essert
- Valdoie (reședință)